# José Revueltas
José Revueltas Sánchez (Santiago Papasquiaro, 1914. november 20. – Mexikóváros, 1976. április 14.) mexikói író, forgatókönyvíró és politikai aktivista volt.

## Pályafutása
José a Reveltas Sánchez család legkisebb fia volt. Azért, hogy több ideje legyen kizárólag irodalomtudománynal foglalkozni, sietett idő előtt befejezni iskolai tanulmányait. Már fiatalon, 1928-ban belépett a Mexikói Kommunista Pártba (Partido Comunista Mexicano), amelyet azonban többször kritizált bürökratikussága miatt és ahonnan 1943-ban egy pamflet miatt (Ensayo de un proletariado sin cabeza) kizárták. Alapítója volt a Liga Espartaquista szervezetnek és a Szocialista Néppártnak (Partido Popular Socialista - PPS), amelyből később kritikái miatt szintén kizárták.
Aktív politizálásából kifolyólag többször börtönben kötött ki, először 14 ill. 15 éves korában kiskorúan a Tres Marias szigeten. 1958-tól a vasutas szakszervezet aktivistája volt, aminek a vége újra az lett, hogy börtönbe került. Intellektuális íróként a hivatalos politika részéről felelőssé tették az 1968-as tlatelolcói vérengzésért, amiért ismét börtönre ítélték (Lecumberri-palota, más néven Fekete Palota).
Műveiért 60 éves korában a Mexikói Nemzeti Díjjal tüntették ki, és 1976-ban, halálának évében bezárták a Lecumberri büntetésvégrehajtó intézetet.

## Művei

### Regények
- Dios en la tierra (1944)
- Los días terrenales (1949)
- Los errores (1964)
- Los muros de agua (1941) börtönben írta
- El apando (1969) a Lecumberri börtönben megélt tapasztalatok alapján
- El luto humano (1943)
- Dormir en tierra (1961)
- En algún valle de lágrimas (1957)
- Los motivos de Caín (1958)
- Material de los sueño (1974)
- La palabra sagrada

### Politikai esszék
- Cuestionamientos e intenciones
- Dialéctica de la conciencia
- Ensayo sobre un proletariado sin cabeza
- Ensayos sobre México
- Escritos políticos I.
- Escritos políticos II.
- Escritos políticos III.
- México: una democracia bárbara
- México 68: juventud y revolución

## Magyarul
- Köröznek a keselyűk. Regény; ford. Hartai Emil; Szikra, Bp., 1948